# Vagn William Andersen
Vagn William Andersen, oprindeligt Vagn Bremerskov Jensen (født 1941 eller 1942), er en dansk læge og forretningsmand.
Vagn Bremerskov arbejdede som læge med kræftbehandling, og købte en ejendom, Kræftens Bekæmpelse skulle af med. Da ejendommen efter kort tid steg voldsomt i værdi, gik han ind i ejendomshandel og -spekulation.
Han blev i 1980'erne kendt for sin andel i en sag om indsmugling af 102 kg hash, hvad der gav ham en dom på fire et halvt års fængsel.
Omkring samtidig var han via selskaberne Swan Film Production og Asgaard Film ApS involveret i produktionen af Valhalla-tegnefilmen (hvor han krediteres som Vagn Bremerskov).
Efter hashdommen skiftede han navn.
Hans ejendomseventyr fik en opbremsning i forbindelse med Kronebankens konkurs, men han vandt i den forbindelse en sag mod Danske Bank, der måtte betale et par millioner tilbage til ham.
Han gik senere igen ind i ejendomsmarkedet, blandt andet med store beløb, han lånte af Eik Bank. Da bankens danske datterselskab i forbindelse med finanskrisen blev overtaget af Finansiel Stabilitet, blev hans gæld til banken opgjort til 500 millioner kroner.

## Eksterne links
- Vagn William Andersen på Internet Movie Database (engelsk)
- Vagn William Andersen på Filmdatabasen
- Vagn William Andersen på The Movie Database (engelsk)